# جوي فاتون
جوزيف أنتوني فاتون الابن (بالإنجليزية: Joey Fatone)‏ (ولد في 28 يناير 1977) مغني راقص، ممثل وشخصية تلفزيونية أمريكي، عرف بكونه عضو في فرقة إن سينك,

## روابط خارجية
- جوي فاتون على موقع IMDb (الإنجليزية)
- جوي فاتون على موقع ألو سيني (الفرنسية)
- جوي فاتون على موقع ميوزك برينز (الإنجليزية)
- جوي فاتون على موقع رولينغ ستون (الإنجليزية)
- جوي فاتون على موقع أول موفي (الإنجليزية)
- جوي فاتون على موقع قاعدة بيانات برودواي على الإنترنت (الإنجليزية)
- جوي فاتون على موقع قاعدة بيانات الأفلام السويدية (السويدية)
- جوي فاتون على موقع إن إن دي بي (الإنجليزية)
- جوي فاتون على موقع أول ميوزيك (الإنجليزية)
- جوي فاتون على موقع ديسكوغز (الإنجليزية)
- Joey Fatone at TVGuide.com
- Exclusive Radio Interview